# Powiat łowicki
Powiat łowicki – powiat w Polsce (w północno-wschodniej części województwa łódzkiego), utworzony w 1999 roku w ramach reformy administracyjnej. Jego siedzibą jest miasto Łowicz.
Według danych z 31 grudnia 2019 roku powiat zamieszkiwało 78 099 osób. Natomiast według danych z 30 czerwca 2020 roku powiat zamieszkiwały 77 842 osoby.

## Geografia

### Położenie i obszar
Powiat łowicki ma obszar 988,17 km².
Powiat stanowi 5,42% powierzchni województwa łódzkiego.
Pod względem historycznym powiat łowicki położony jest w dawnej ziemi sochaczewskiej województwa rawskiego na zachodnim Mazowszu, z wyjątkiem gmin Bielawy i Zduny, leżących na obszarze dawnego powiatu orłowskiego województwa łęczyckiego, a zatem w ziemi łęczyckiej.

### Podział administracyjny
W skład powiatu wchodzą:
- gminy miejskie: Łowicz
- gminy miejsko-wiejskie: Kiernozia
- gminy wiejskie: Bielawy, Chąśno, Domaniewice, Kocierzew Południowy, Łowicz, Łyszkowice, Nieborów, Zduny
- miasta: Łowicz, Kiernozia

| lp.   | Herb | Gmina                | siedziba             | powierzchnia (km²) | ludność | gęstość zaludnienia (osób/km²) |
| ----- | ---- | -------------------- | -------------------- | ------------------ | ------- | ------------------------------ |
| 1     |      | Bielawy              | Bielawy              | 163,91             | 5936    | 36                             |
| 2     |      | Chąśno               | Chąśno               | 71,82              | 3170    | 44                             |
| 3     |      | Domaniewice          | Domaniewice          | 86,17              | 4624    | 54                             |
| 4     |      | Kiernozia            | Kiernozia            | 76,23              | 3586    | 47                             |
| 5     |      | Kocierzew Południowy | Kocierzew Południowy | 93,70              | 4633    | 49                             |
| 6     |      | Łowicz               | Łowicz               | 133,17             | 7405    | 56                             |
| 7     |      | Łyszkowice           | Łyszkowice           | 107,30             | 6892    | 64                             |
| 8     |      | Nieborów             | Nieborów             | 103,90             | 9542    | 92                             |
| 9     |      | Zduny                | Zduny                | 128,55             | 6067    | 47                             |
| 10    |      | Łowicz               |                      | 23,42              | 29929   | 1278                           |
| Razem | –    | 10                   | 9                    | 988,17             | 81784   | 83                             |

Powiat łowicki graniczy z pięcioma powiatami województwa łódzkiego: skierniewickim, brzezińskim, zgierskim, łęczyckim i kutnowskim oraz z dwoma powiatami województwa mazowieckiego: gostynińskim i sochaczewskim.

## Demografia

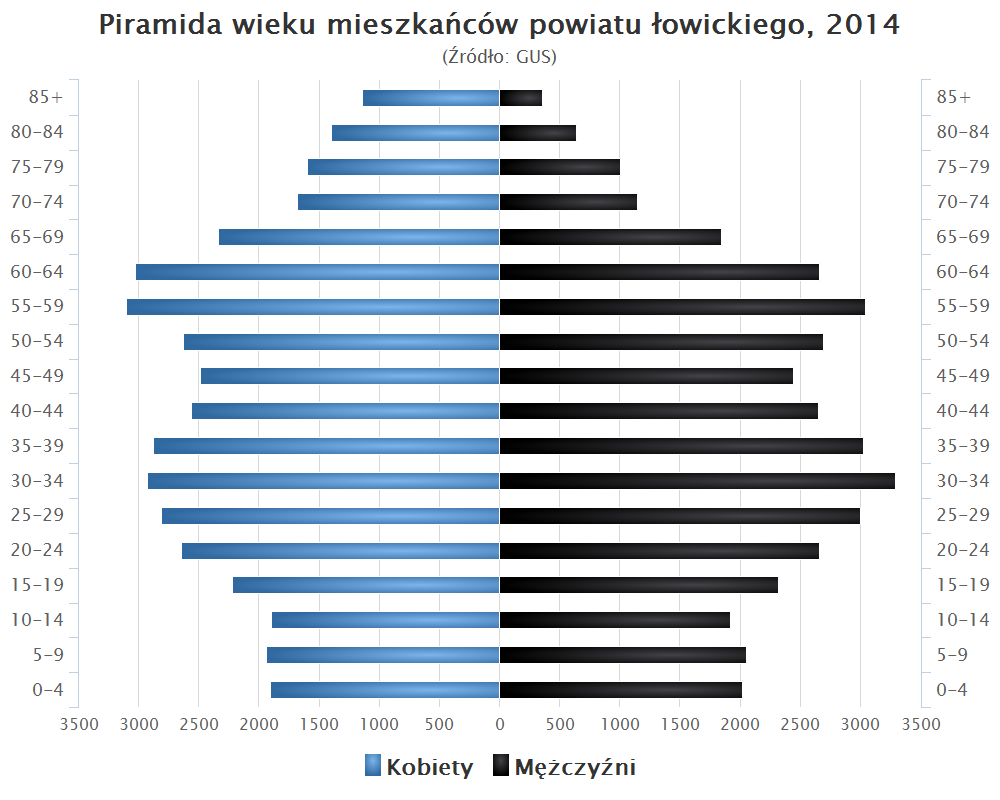
Piramida wieku mieszkańców powiatu łowickiego w 2014 roku

Liczba ludności (dane z 31 grudnia 2007):
|        | Ogółem | Ogółem | Kobiety | Kobiety | Mężczyźni | Mężczyźni |
| osób   | %      | osób   | %       | osób    | %         |           |
| ------ | ------ | ------ | ------- | ------- | --------- | --------- |
| Ogółem | 81 784 | 100    | 42 267  | 51,68   | 39 517    | 48,32     |
| Miasto | 29 929 | 36,60  | 15 890  | 19,43   | 14 039    | 17,17     |
| Wieś   | 51 855 | 63,40  | 26 377  | 32,25   | 25 478    | 31,15     |

▶Wieś vs ▶miasto
Ogółem (▶k, ▶m)
Miasto (▶k, ▶m)
Wieś (▶k, ▶m)

## Starostowie łowiccy
Na podstawie źródła:
- Cezary Dzierżek (10 listopada 1998 – 1 grudnia 2006)
- Janusz Michalak (1 grudnia 2006 – 16 marca 2012)
- Krzysztof Figat (16 marca 2012 – 26 listopada 2018)
- Marcin Kosiorek (26 listopada 2018 – nadal)